# Merlin (revista)
Merlin va ser una revista literària d'avantguarda publicada en llengua anglesa a París. En van aparèixer set números entre 1952 i 1954. Entre els seus col·laboradors comptaven personatges il·lustres com Samuel Beckett, Henry Miller, Christopher Logue, Pablo Neruda i Jean-Paul Sartre, entre d'altres. La literatura promoguda per Merlin, polititzada i carregada d'arguments subversius, va contribuir a fer que obtingués reputació de ser una de les publicacions literàries en anglès més serioses i experimentals de la postguerra.
El seu fundador va ser l'autor escocès instal·lat a París Alexander Trocchi, inicialment amb la col·laboració de Richard Seaver (futur editor de la revista Evergreen Review), Christopher Logue, George Plimpton (cofundador de The Paris Review) i Patrick Bowles. La publicació va tenir el mèrit de donar a conèixer en el món de parla anglesa l'obra de maduresa de Samuel Beckett. L'any 1953, Maurice Girodias de l'Olympia Press va col·laborar creant una sèrie editorial anomenada Collection Merlin.
Segons Trocchi, el final de la revista va arribar per problemes financers causats pel Departament d'Estat dels Estats Units, quan va cancel·lar totes les subscripcions en territori nord-americà a causa d'un article de Sartre en el qual defensava l'homoerotisme com un dels aspectes essencials de l'obra de Jean Genet.
El periodista i escriptor Gay Talese va escriure sobre la revista de Trocchi que "el personal d'Alexander Trocchi a Merlin aquells dies consistia majoritàriament d'un grup de joves sense sentit de l'humor en veritable rebel·lió, a diferència de The Paris Review; els de Merlin també llegien la revista mensual esquerrista Les Temps Modernes, i els importava la idea d'estar implicats socialment."